# Billy Boyd
William "Billy" Boyd, född 28 augusti 1968 i Glasgow, är en skotsk skådespelare och musiker.
Inspirerad av Star Wars väcktes Boyds intresse för att skådespela redan i tidig ålder. Han var tio år gammal när han var med i en skoluppsättning av Oliver Twist. Hans föräldrar gav honom alltid sitt stöd och uppmuntran men de avled när Billy var i de tidiga tonåren.
Boyd märkte mer och mer att skådespeleri var hans grej och berättade om sina planer för sin studievägledare. Denne avskräckte honom dock från detta och sade att han skulle hålla det hemligt. Vid sjutton års ålder lämnade han skolan och började arbeta som bokbindare. Efter sex år med det yrket var han grundligt trött på det. Han planerade för att åka till USA men innan dess ringde han Royal Scottish Academy of Music and Drama och bad om en plats när han kom tillbaka. Det visade sig att skolan hade platser kvar till samma år, och Boyd erbjöds att börja omgående, vilket han tackade ja till. Under tiden han gick där hade han småroller i TV som till exempel "Down Amongst the Boys" och "Taggart". 
Efter examen uppträdde han i olika pjäser som "The Slab Boys", "The Diary of Adrian Mole" m.fl. på St. Andrews-teatern. Dessa var de första framträdanden han fick betalt för. Det efterlängtade genombrottet kom 2001 då han gestaltade Peregrin Took/Pippin i Peter Jacksons tolkning av fantasytrilogin Härskarringen.

## Musik
Billy Boyd är även verksam som musiker och behärskar sång, gitarr, bas, trummor samt munspel. I filmen Sagan om konungens återkomst framförde han låten The edge of night som han själv tonsatt efter en dikt av Tolkien. I övrigt är Boyd medlem i det skotska bandet Beecake, som släppte debutalbumet Soul swimming år 2010. Boyd har utöver detta bl.a. gästspelat (bas och trummor) på Viggo Mortensens album Pandemoniumfromamerica 2003. Boyds sjunger även låten The Last Goodbye, som används i slutet av Hobbit: Femhäraslaget.

## Filmografi (urval)
- 2025 – Hundmannen
- 2014 – Hobbit: Femhäraslaget (musik som spelas under eftertexterna)
- 2012 – The Forger
- 2011 – Moby Dick (TV-serie)
- 2008 – Night Moves
- 2008 – No One Knows What Goes on Behind Closed Doors - Engelsk text
- 2007 – Spara Ängel Hope
- 2006 – Lord of the Rings: Battle for Middle Earth II - Rise of the Witch King - Engelsk text
- 2006 – The Flying Scotsman
- 2006 – Stories of Lost Souls
- 2005 – On a Clear Day
- 2004 – Seed of Chucky (röst)
- 2003 – Master and Commander - Bortom världens ände
- 2003 – Sagan om konungens återkomst
- 2002 – Sagan om de två tornen
- 2001 – Sagan om ringen